# Githopsis specularioides
Githopsis specularioides är en klockväxtart som beskrevs av Thomas Nuttall. Githopsis specularioides ingår i släktet Githopsis och familjen klockväxter. Inga underarter finns listade i Catalogue of Life.

## Bildgalleri

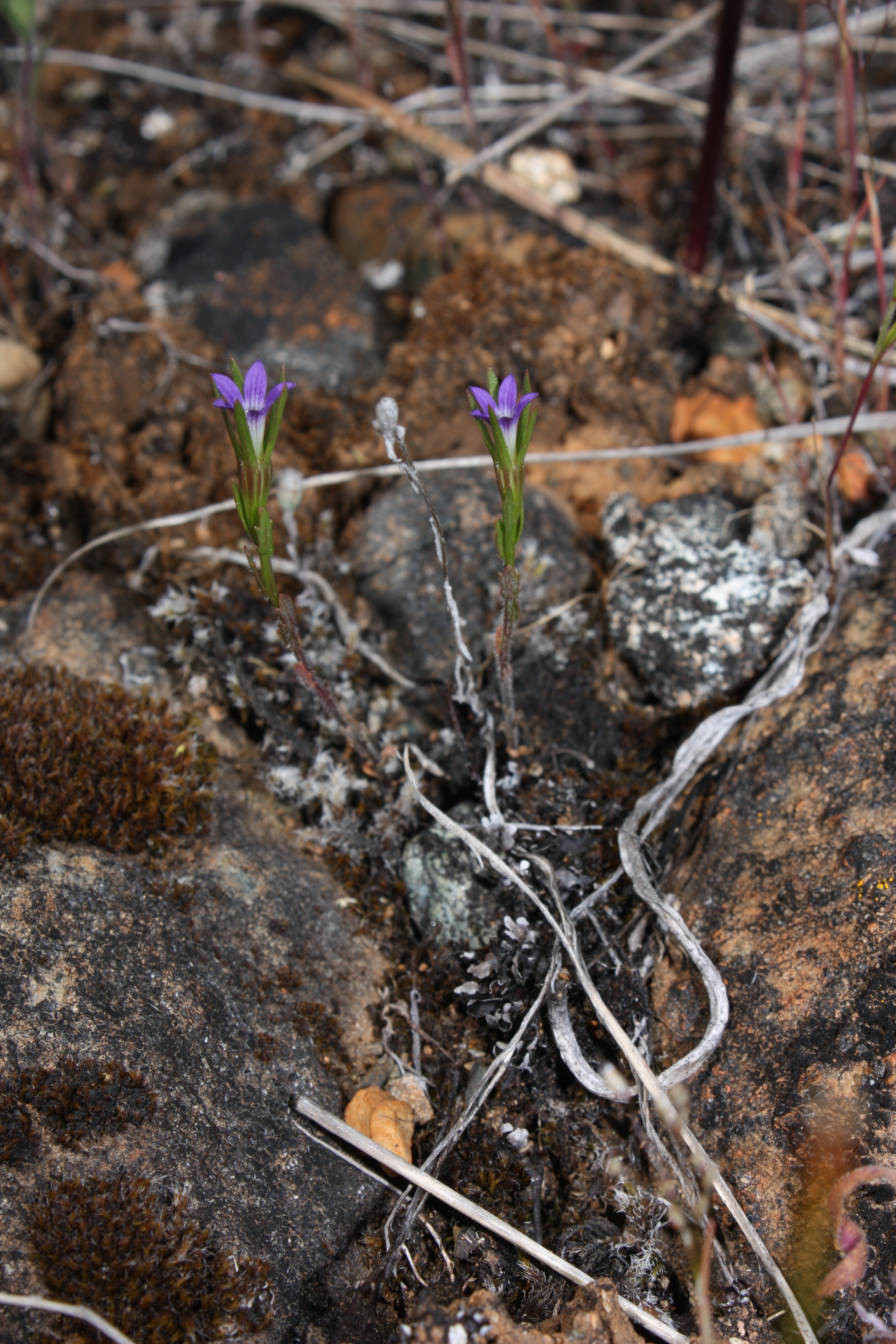